# Liste der abgebrochenen Orte im Lausitzer Kohlerevier

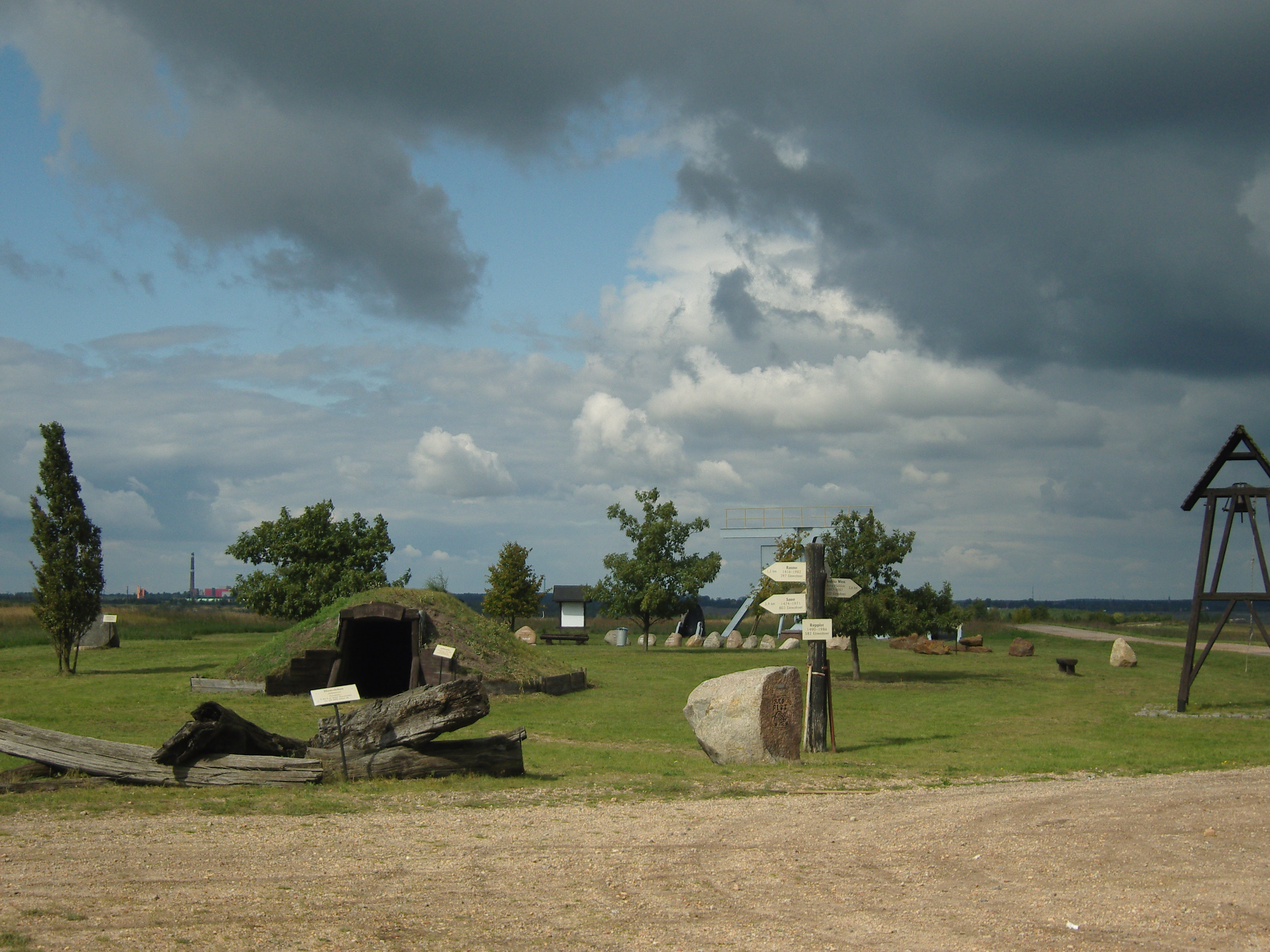
Aussichtspunkt Reppist bei Senftenberg – Erinnerung an devastierte Orte

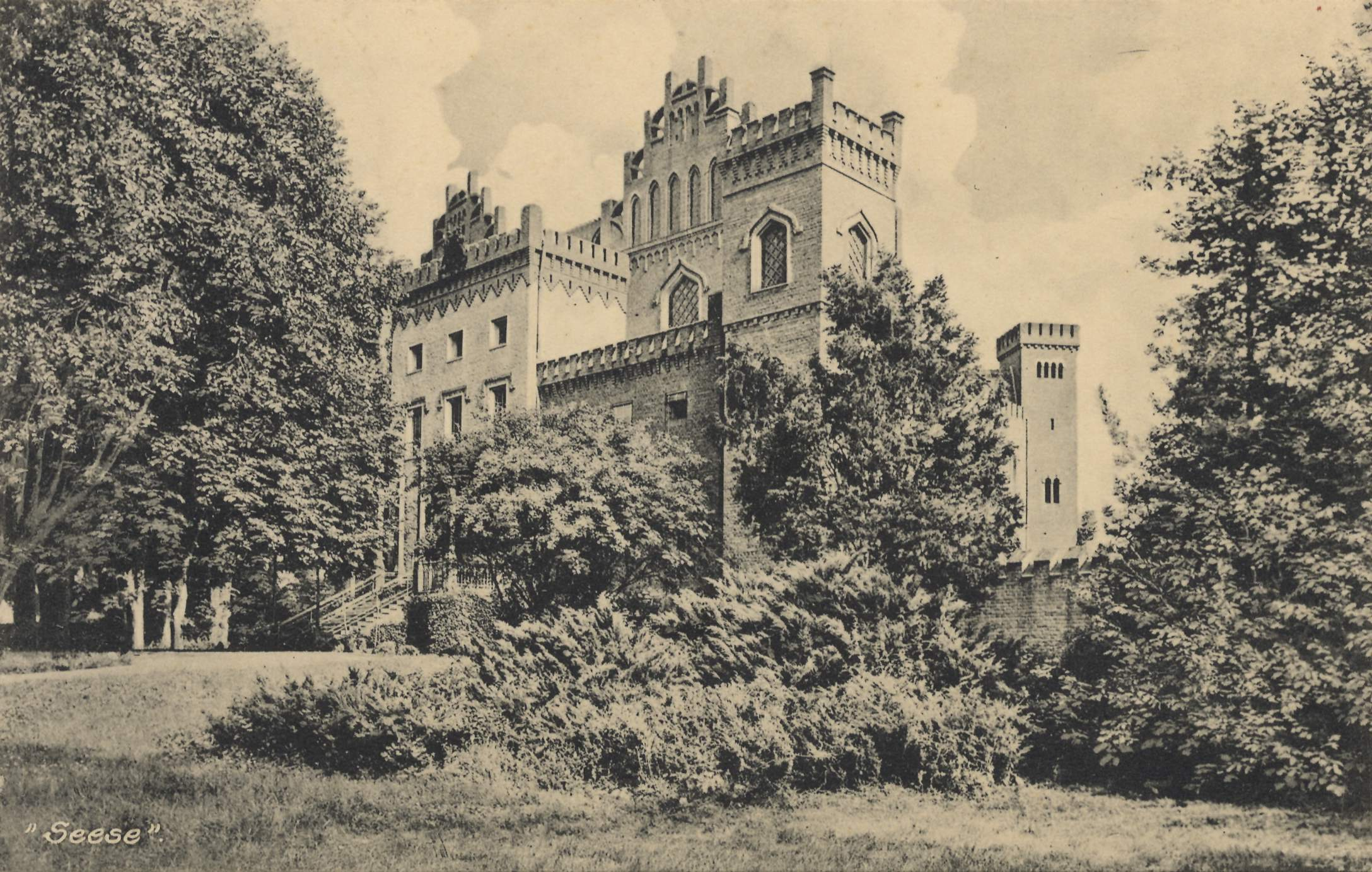
Das im Tagebau Seese-West überbaggerte Schloss Seese, früher Sitz von Wilhelm Friedrich Rochus Graf zu Lynar

Die Liste der abgebrochenen Orte im Lausitzer Kohlerevier erfasst im Lausitzer Braunkohlerevier und Oberlausitzer Bergbaurevier sowohl teilweise als auch vollständig devastierte Orte, Ortsteile und Kolonien in der Ober- und Niederlausitz.
Der Abbruch der Orte begann 1924 mit Neu-Laubusch, einem Ausbau des später ebenfalls devastierten Ortes Laubusch, für den Tagebau Erika durch die Ilse Bergbau AG. Viele der Orte lagen im ursprünglichen sorbischen Kernsiedlungsgebiet.
Im Lausitzer Revier wurden so bisher über 80 Orte und Gemeindeteile entweder durch Braunkohletagebaue oder durch Kühlwasserreservoirs für Kraftwerke abgebrochen und über 30 teilweise devastiert. Nach Plänen des LEAG-Vorgängers Vattenfall sollten zusätzlich zu den in der Liste genannten Orten bis 2042 noch Atterwasch, Grabko und Kerkwitz durch den Tagebau Jänschwalde, Rohne, Mühlrose und Mulkwitz durch den Tagebau Nochten und Proschim durch den Tagebau Welzow-Süd zerstört werden. Am 30. März 2017 gab die LEAG jedoch bekannt, auf die Erweiterung von Jänschwalde und Nochten zu verzichten, sodass zumindest Atterwasch, Grabko, Kerkwitz, Rohne und Mulkwitz erhalten bleiben können. Auf die Umsiedlung der vom Tagebau, dem Tagebauvorfeld sowie der bereits renaturierten Bergbaufolgelandschaft umgebenen Ortschaft Mühlrose wird vom Großteil der Einwohner bestanden. Der erschlossene Umsiedlungsstandort in Schleife für das neue Mühlrose wurde im Beisein der Mühlroser Einwohner im Sommer 2020 von der LEAG übergeben. Im Januar 2021 gab die LEAG ein überarbeitetes Revierkonzept heraus, das die Umsiedlung von Proschim nicht mehr vorsieht.

## Tagebaue

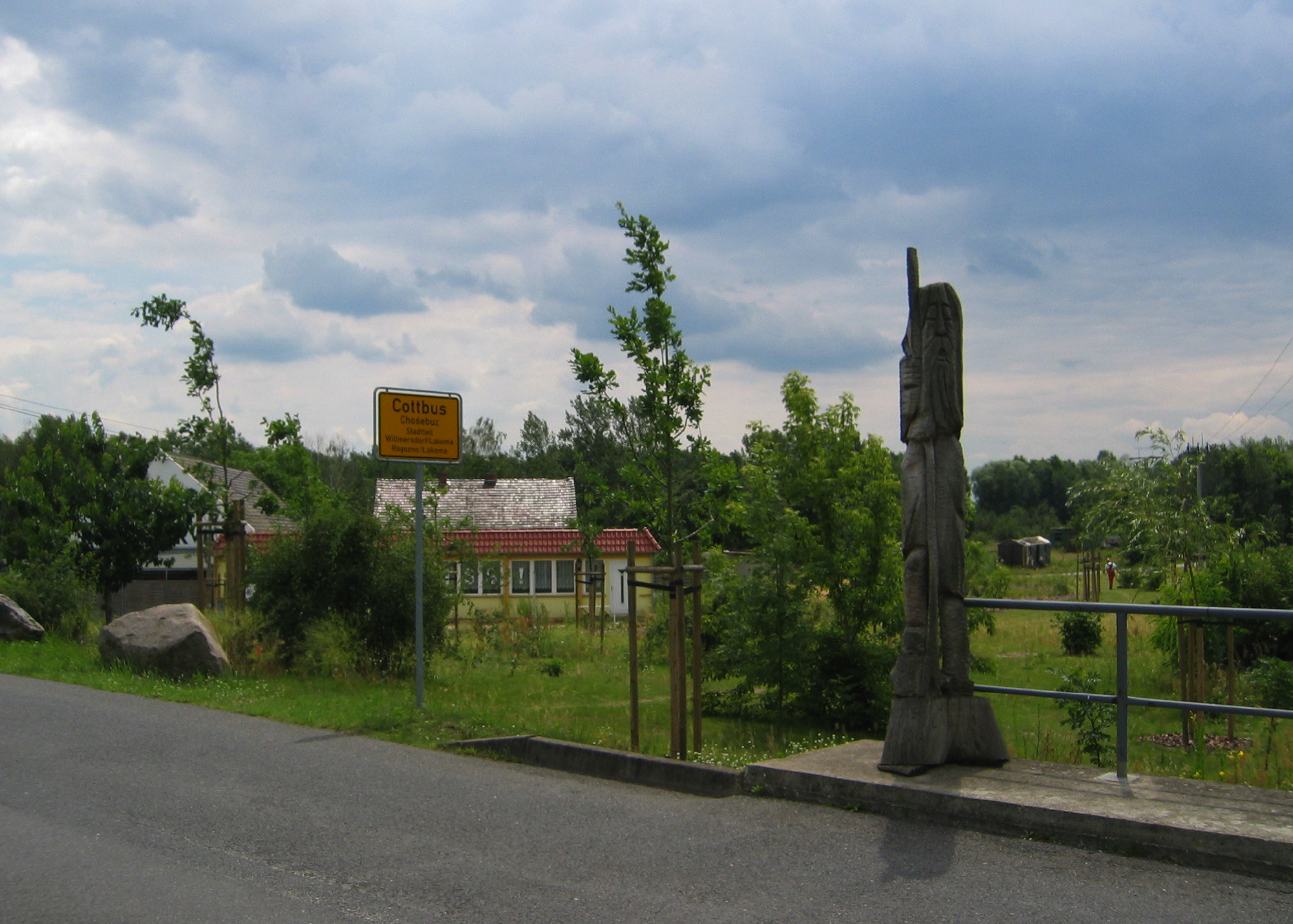
Ortseingang von Lakoma im Jahr 2007

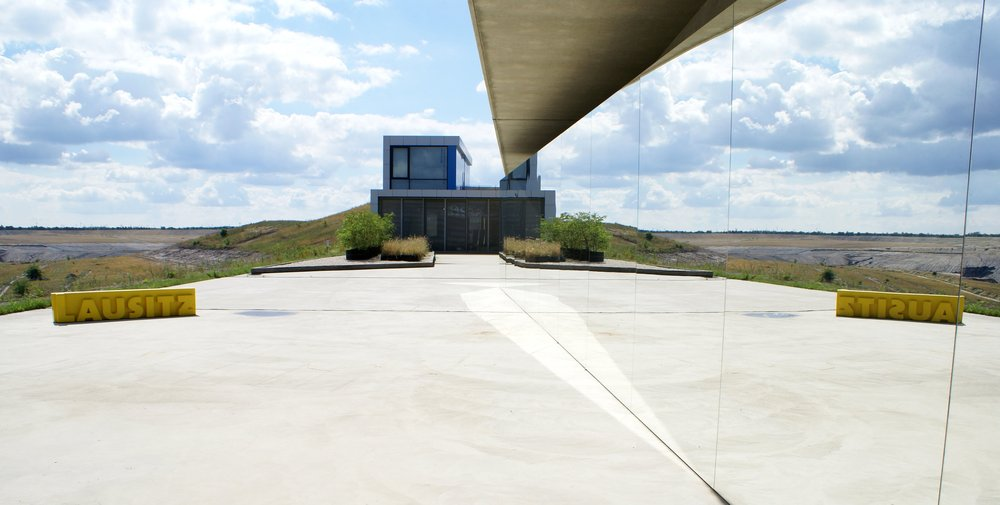
IBA-Terrassen am ehemaligen Tagebau Meuro, dem entstehenden Großräschener See

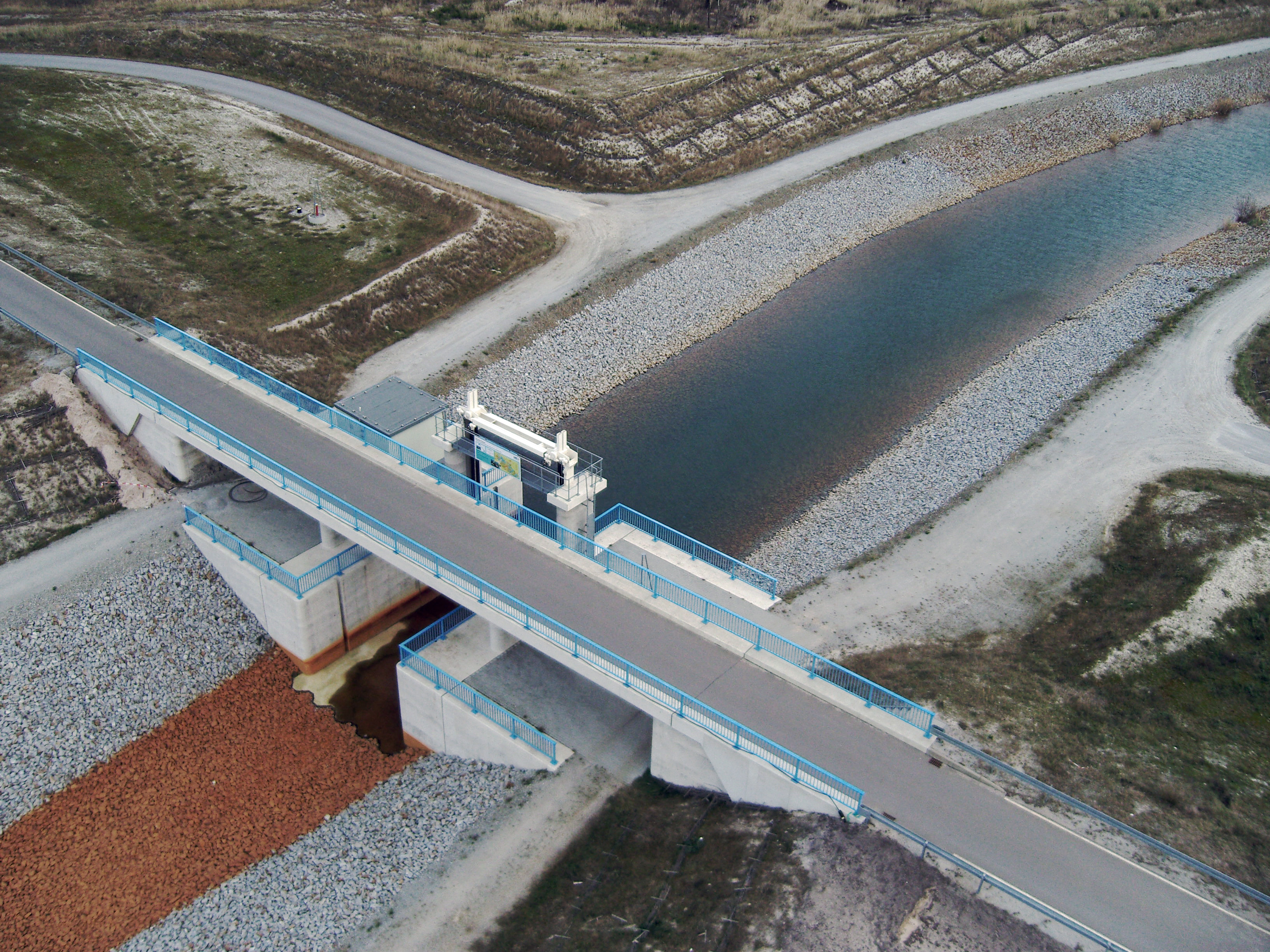
Sornoer Kanal

Folgende Großtagebaue, durch deren Betrieb Orte abgebrochen wurden, wurden aufgeschlossen und werden teils noch heute betrieben:
- Tagebau Bärwalde (1971–1993), östlich von Hoyerswerda
- Tagebau Cottbus-Nord (1974–2015), östlich von Cottbus
- Tagebau Gräbendorf (1979–1992), westlich von Drebkau
- Tagebau Greifenhain (1935–1994), westlich von Drebkau
- Tagebau Jänschwalde (seit 1971), zwischen Forst und Cottbus
- Tagebau Kleinleipisch (1946–1980), südöstlich von Finsterwalde
- Tagebau Klettwitz (1937–1991), zwischen Finsterwalde und Senftenberg
- Tagebau Klettwitz-Nord (1983–1992), südöstlich von Finsterwalde
- Tagebau Meuro (1956–1999), nördlich von Senftenberg
- Tagebau Koschen (1979–1992), östlich von Senftenberg
- Tagebau Nochten (seit 1968), westlich von Weißwasser
- Tagebau Reichwalde (seit 1980), südlich von Weißwasser
- Tagebau Scheibe (1985–1996), östlich von Hoyerswerda
- Tagebau Scado (1939–1977), südwestlich von Senftenberg
- Tagebau Schlabendorf-Süd (1972–1992), südlich von Lübbenau
- Tagebau Schlabendorf-Nord (1956–1976), südlich von Lübbenau
- Tagebau Sedlitz (1921–1980), nördlich von Senftenberg
- Tagebau Seese-Ost (1979–1993), südlich von Lübbenau
- Tagebau Seese-West (1960–1978), südlich von Lübbenau
- Tagebau Welzow-Süd (seit 1958), westlich von Spremberg
- Tagebau Werminghoff I (1914–1944), östlich von Hoyerswerda
- Tagebau Werminghoff II/Tagebau Glückauf II (1934–1960), östlich von Hoyerswerda
- Tagebau Werminghoff III/Tagebau Glückauf III, seit 1968 Tagebau Lohsa (1944–1980), östlich von Hoyerswerda

Nach der Auskohlung wurden die Tagebaue verfüllt beziehungsweise werden durch Flutung in Seen umgewandelt. Der Großteil dieser Seen, von denen einige durch Kanäle miteinander verbunden werden, bildet das entstehende Lausitzer Seenland. Die Seen und Kanäle sind häufig nach devastierten Orten benannt, so zum Beispiel Partwitzer See und Sornoer Kanal. In der Gegend um Nochten wurde ein Findlingspark auf dem rekultivierten Gebiet angelegt.

## Hinweise zu den Angaben in den Tabellen

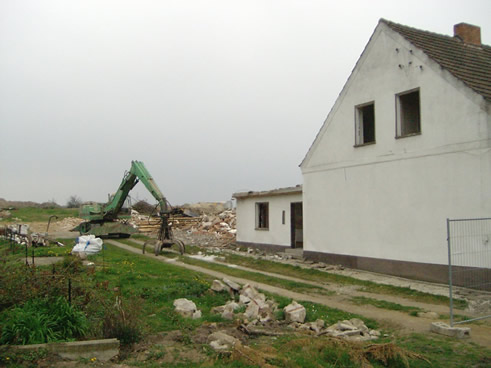
Abriss in Horno, einem der vorerst letzten abgebrochenen Orte

In der Spalte Name ist der Ortsname des abgebaggerten Ortes aufgeführt, in der Spalte sorbisch der sorbische Ortsname. Sollte kein sorbischer Ortsname existieren, ist ein – gesetzt. Da die geographischen Koordinaten der devastierten Orte schwer zu ermitteln sind, ist in der Spalte Lage die nächstgelegene Stadt und in Bezug dazu die Himmelsrichtung angegeben. In der Spalte Jahr ist das Jahr des Abbruchs, in der Spalte Umsiedler die Anzahl der registrierten Umsiedler, in der Spalte Tagebau der Tagebau beziehungsweise das Speicherbecken, durch den der Abbruch erfolgte, genannt. Diese Spalten sind sortierbar.
Die Spalte Bemerkungen ist nicht sortierbar, hier sind unter anderem Eingemeindungen oder kurze Informationen zum Ort aufgeführt.
Die Anzahl der registrierten Umsiedler täuscht darüber hinweg, dass bereits mit Bekanntwerden des geplanten Abbruchs viele Einwohner umsiedelten und nicht erfasst sind.

## Devastierte Orte
| Name                   | sorbisch          | Lage                                                              | Jahr      | Umsiedler         | Tagebau                  | Bemerkung | Karte |
| ---------------------- | ----------------- | ----------------------------------------------------------------- | --------- | ----------------- | ------------------------ | --- | ----- |
| Altliebel              | Stary Lubolń      | Weißwasser, südlich 51° 23′ 11″ N, 14° 42′ 54″ O                  | 1993/1995 |                   | Reichwalde               | Teil der Gemeinde Rietschen, Gemeindeteil Nappatsch wurde in Altliebel umbenannt                                                                          |       |
| Bergheide              | Gora              | Finsterwalde, südöstlich 51° 34′ 40″ N, 13° 47′ 56″ O             | 1987/1988 | 170               | Klettwitz-Nord           | bis 1937 Ortsname Gohra |       |
| Berzdorf auf dem Eigen | –                 | Bernstadt a. d. Eigen, ostnordöstlich 51° 4′ 45″ N, 14° 55′ 40″ O | 1969/1970 | 400               | Berzdorf                 | zuletzt Ortsteil von Schönau-Berzdorf auf dem Eigen |       |
| Boschwitz              | Bošac             | Lübbenau, westsüdwestlich 51° 50′ 35″ N, 13° 52′ 36″ O            | 1960      | nicht registriert | Schlabendorf-Nord        | Vorwerk von Groß Beuchow |       |
| Buchholz               | Bukowina          | Drebkau, westsüdwestlich 51° 38′ 58″ N, 14° 6′ 44″ O              | 1964      | 261               | Greifenhain              | |       |
| Buchwalde              | Bukojna           | Wittichenau, östlich 51° 22′ 53″ N, 14° 18′ 40″ O                 | 1929/1932 | 350               | Werminghoff I            | |       |
| Bückgen                | Bukowka           | Großräschen 51° 34′ 13″ N, 14° 1′ 43″ O                           | 1988/1989 | 2510              | Meuro                    | mit Kolonie Grube Ilse, nach 1945 Ortsteil von Großräschen als Großräschen-Süd                                                                            |       |
| Buschmühle             | –                 | Calau, nordwestlich 51° 46′ 54″ N, 13° 51′ 1″ O                   | 1976/1977 | 15                | Schlabendorf-Süd         | Wassermühle zu Groß Jehser |       |
| Dollan                 | Dolań             | Welzow, ostnordöstlich 51° 35′ 41″ N, 14° 15′ 38″ O               | 1988/1989 | nicht registriert | Welzow-Süd               | Ausbau zu Wolkenberg |       |
| Dubrau                 | Dubrawa           | Vetschau/Spreewald, westlich 51° 47′ 16″ N, 14° 0′ 15″ O          | 1988      | 94                | Seese-Ost                | zuletzt Ortsteil von Koßwig |       |
| Geißlitz               | Kisylk            | Hoyerswerda, östlich 51° 25′ 55″ N, 14° 27′ 11″ O                 | 1960      | 150 1)            | Lohsa                    | Ortsteil von Ratzen und damit seit 1938 von Lohsa, devastiert durch Tagebau Glückauf III, seit 1968 Tagebau Lohsa                                         |       |
| Geisendorf             | Gižkojce          | Neupetershain, nördlich 51° 37′ 6″ N, 14° 10′ 30″ O               | 2001      | 41                | Welzow-Süd               | stehen geblieben ist lediglich Gut Geisendorf, heute als Kulturzentrum genutzt                                                                            |       |
| Gliechow               | Glichow           | Calau, westnordwestlich 51° 46′ 31″ N, 13° 50′ 15″ O              | 1978/1979 | 100               | Schlabendorf-Süd         | |       |
| Göhrigk                | Górki             | Drebkau, südlich 51° 37′ 39″ N, 14° 14′ 18″ O                     | 1980      | ?                 |                          | wegen Altbergbauschäden geräumt |       |
| Gosda                  | Gózdź             | Spremberg, westsüdwestlich 51° 33′ 24″ N, 14° 15′ 41″ O           | 1968/1969 | 130               | Welzow-Süd               | 1938 vereinigt mit Haidemühl; 1956 Ortsteil von Haidemühl                                                                                                 |       |
| Gräbendorf             | Grabice           | Drebkau, westnordwestlich 51° 41′ 24″ N, 14° 5′ 49″ O             | 1989      | 40                | Gräbendorf               | seit 1928 Ortsteil von Reddern |       |
| Groß Buckow            | Bukow             | Spremberg, nordnordwestlich 51° 36′ 36″ N, 14° 19′ 55″ O          | 1984/1985 | 547               | Welzow-Süd               | |       |
| Groß Jauer             | Jawora            | Großräschen, nordnöstlich 51° 38′ 20″ N, 14° 2′ 34″ O             | 1985/1986 | 54                | Greifenhain              | seit 1928 Ortsteil von Altdöbern |       |
| Groß Lieskow           | Liškow            | Cottbus, ostnordöstlich 51° 47′ 0″ N, 14° 26′ 47″ O               | 1983/1984 | 255               | Cottbus-Nord             | Teilortsabbruch 1976/1977 |       |
| Groß Partwitz          | Parcow            | Senftenberg, östlich 51° 31′ 45″ N, 14° 8′ 55″ O                  | 1969/1970 | 415               | Scado                    | |       |
| Gribona                | Gribownja         | Drebkau, südöstlich 51° 35′ 52″ N, 14° 13′ 23″ O                  | etwa 1994 | ?                 | Welzow-Süd               | Vorwerk von Wolkenberg |       |
| Grünhaus               | –                 | Finsterwalde 51° 32′ 56″ N, 13° 43′ 9″ O                          | 1975      | 50                | Kleinleipisch            | Oberförsterei mit Kolonie 1929 zur Stadt Finsterwalde |       |
| Haidemühl              | Gozdź             | Spremberg, westlich 51° 33′ 22″ N, 14° 15′ 43″ O                  | 2004/2010 | 662 2)            | Welzow-Süd               | bis 31. Dezember 2005 Gemeinde im Landkreis Spree-Neiße, Umsiedlung bis Ende 2006 wiederaufgebaut als Ortsteil von Spremberg neben der Ortslage Sellessen |       |
| Hörlitz-Dorf           | Wórlica           | Senftenberg 51° 30′ 47″ N, 13° 56′ 34″ O                          | 1940      | 500               | Marga                    | |       |
| Horno                  | Rogow             | Jänschwalde 51° 49′ 59″ N, 14° 33′ 46″ O                          | 2004/2005 | 350               | Jänschwalde              | 28 Jahre wehrten sich die Einwohner des Dorfes gegen Abriss und Umsiedlung                                                                                |       |
| Jasua                  | Jazowa            | Niesky, westlich 51° 21′ 32″ N, 14° 33′ 51″ O                     | 1987/1988 | 28                | Bärwalde                 | |       |
| Jessen                 | Jaseń             | Spremberg, westsüdwestlich 51° 33′ 20″ N, 14° 17′ 14″ O           | 1972/1973 | 650               | Welzow-Süd               | |       |
| Josephsbrunn           | –                 | Spremberg, westnordwestlich 51° 34′ 31″ N, 14° 19′ 16″ O          | 1977/1978 | 100               | Welzow-Süd               | seit 1928 Ortsteil von Roitz |       |
| Kahnsdorf              | Woškalawa         | Vetschau/Spreewald, westnordwestlich 51° 48′ 25″ N, 14° 0′ 28″ O  | 1986/1987 | 120               | Seese-Ost                | |       |
| Kausche                | Chusej            | Drebkau 51° 36′ 28″ N, 14° 12′ 20″ O                              | 1995      |                   | Welzow-Süd               | |       |
| Klein Bohrau           | Mały Borow        | Forst (Lausitz), nordwestlich 51° 47′ 6″ N, 14° 34′ 59″ O         | 1986/1987 | 20                | Jänschwalde              | Ortsteil von Bohrau |       |
| Klein Briesnig         | Mały Rjasnik      | Forst (Lausitz), nordnordwestlich 51° 47′ 18″ N, 14° 34′ 23″ O    | 1987/1988 | 50                | Jänschwalde              | Ortsteil von Briesnig |       |
| Klein Buckow           | Bukowk            | Spremberg, nordnordwestlich 51° 37′ 42″ N, 14° 19′ 2″ O           | 1987/1988 | 180               | Welzow-Süd               | |       |
| Klein Görigk           | (Małe) Górki      | Drebkau, südlich 51° 36′ 33″ N, 14° 11′ 49″ O                     | 1995/1996 | 19                | Welzow-Süd               | Ortsteil von Kausche |       |
| Klein Jauer            | Jaworka           | Großräschen, nordnordöstlich 51° 38′ 17″ N, 14° 3′ 28″ O          | 1985/1986 | 116               | Greifenhain              | zuletzt Ortsteil von Altdöbern |       |
| Klein Lieskow          | Liškowk           | Cottbus, ostnordöstlich 51° 46′ 27″ N, 14° 26′ 2″ O               | 1986/1987 | 205               | Cottbus-Nord             | seit 1974 Ortsteil von Groß Lieskow |       |
| Klinge                 | Klinka            | Forst (Lausitz), westlich 51° 45′ 18″ N, 14° 31′ 16″ O            | 1981      | 432               | Jänschwalde              | |       |
| Klingmühl              | –                 | Finsterwalde, ostsüdöstlich 51° 35′ 17″ N, 13° 48′ 45″ O          | 1989      | 236               | Klettwitz-Nord           | seit 1930 Sallgast |       |
| Kolpen                 | Kołpin            | Hoyerswerda, ostsüdöstlich 51° 24′ 42″ N, 14° 27′ 32″ O           | 1960      | 150 1)            | Lohsa                    | Ortsteil von Ratzen damit seit 1938 von Lohsa, devastiert durch Tagebau Glückauf III, seit 1968 Tagebau Lohsa                                             |       |
| Kückebusch             | Groźc             | Lübbenau, südsüdwestlich 51° 49′ 17″ N, 13° 56′ 27″ O             | 1964      | 183               | Seese-West               | seit 1957 vereinigt mit Vorberg zu Kückebusch-Vorberg |       |
| Laasdorf               | Chošć             | Drebkau, westnordwestlich 51° 41′ 25″ N, 14° 5′ 27″ O             | 1989      | 15                | Gräbendorf               | seit 1928 Ortsteil von Reddern |       |
| Lakoma                 | Łakoma            | Cottbus 51° 47′ 46″ N, 14° 22′ 57″ O                              | 2006/2007 | 95 3)             | Cottbus-Nord             | Ortsteil von Willmersdorf, Stadtteil von Cottbus |       |
| Laubusch               | Lubuš             | Hoyerswerda, nordwestlich 51° 28′ 29″ N, 14° 9′ 6″ O              | 1940/1941 | 250               | Erika                    | |       |
| Malsitz                | Małsecy           | Bautzen, nördlich 51° 12′ 25″ N, 14° 27′ 13″ O                    | 1972/1973 | 155               | Talsperre Bautzen        | seit 1936 Ortsteil von Burk |       |
| Merzdorf               | Łućo              | Weißwasser, südsüdwestlich 51° 23′ 32″ N, 14° 32′ 2″ O            | 1978/1979 | 182               | Bärwalde                 | |       |
| Mocholz                | Mochowc           | Weißwasser, südsüdöstlich 51° 23′ 46″ N, 14° 42′ 51″ O            | 1993      | 56                | Reichwalde               | seit 1938 Ortsteil von Viereichen |       |
| Nebendorf              | Njabodojce        | Drebkau, westlich 51° 39′ 35″ N, 14° 5′ 21″ O                     | 1975/1976 | 46                | Greifenhain              | seit 1928 Ortsteil von Pritzen |       |
| Neida                  | Nydej             | Hoyerswerda, südöstlich 51° 23′ 26″ N, 14° 23′ 8″ O               | 1952/1953 | 90                | Glückauf II              | seit 1938 Ortsteil von Lohsa |       |
| Neuberzdorf            | –                 | Bernstadt a. d. Eigen, nordöstlich 51° 4′ 20″ N, 14° 53′ 55″ O    | 1989/1990 | 185               | Berzdorf                 | Ortsteil von Schönau-Berzdorf auf dem Eigen |       |
| Neudorf                | Nowa Wjas         | Drebkau, westlich 51° 39′ 42″ N, 14° 3′ 36″ O                     | 1981/1982 | 15                | Greifenhain              | seit 1822 Ortsteil von Pritzen |       |
| Neu-Laubusch           | Nowy Lubuš        | Hoyerswerda, westnordwestlich 51° 27′ 25″ N, 14° 9′ 12″ O         | 1924      | 125               | Grube Erika              | |       |
| Neu-Lohsa              | Nowy Łaz          | Wittichenau, östlich 51° 22′ 46″ N, 14° 23′ 27″ O                 | 1943/1944 | 60                | Werminghoff II           | |       |
| Nimschütz              | Hněwsecy          | Bautzen, nördlich 51° 12′ 50″ N, 14° 27′ 23″ O                    | 1972/1973 | 135               | Talsperre Bautzen        | seit 1936 Ortsteil von Burk |       |
| Pademack               | Pódmokła          | Calau, westnordwestlich 51° 46′ 52″ N, 13° 49′ 45″ O              | 1975/1976 | 34                | Schlabendorf-Süd         | seit 1945 Ortsteil von Zinnitz |       |
| Pardutz                | Barduc            | Spremberg, nordwestlich 51° 35′ 52″ N, 14° 18′ 58″ O              | 1982      | ?                 | Welzow-Süd               | Vorwerk von Stradow |       |
| Presenchen             | Brjazynka         | Luckau, südöstlich 51° 47′ 53″ N, 13° 48′ 48″ O                   | 1987/1988 | 55                | Schlabendorf-Süd         | seit 1950 Ortsteil von Schlabendorf am See |       |
| Publick                | Publik            | Weißwasser, südsüdöstlich 51° 24′ 30″ N, 14° 41′ 30″ O            | 1986      | 15                | Reichwalde               | seit 1945 Ortsteil von Wunscha |       |
| Quitzdorf              | Kwětanecy         | Niesky, südwestlich 51° 16′ 30″ N, 14° 45′ 30″ O                  | 1969/1970 | 200               | Speicherbecken Quitzdorf | |       |
| Radeweise              | Radojz            | Spremberg, nordnordwestlich 51° 36′ 42″ N, 14° 18′ 0″ O           | 1986      | 80                | Welzow-Süd               | |       |
| Ratzen                 | Radska            | Hoyerswerda, südöstlich 51° 23′ 0″ N, 14° 25′ 55″ O               | 1960      | 150               | Lohsa                    | seit 1938 Ortsteil von Lohsa |       |
| Rauno                  | Rowna             | Senftenberg, nördlich 51° 32′ 23″ N, 13° 59′ 57″ O                | 1983/1984 | 60                | Meuro                    | seit 1974 Stadtteil von Senftenberg 1936/1927 Teilortsabbruch                                                                                             |       |
| Reichendorf            | Kanjow            | Niesky, südsüdwestlich 51° 15′ 43″ N, 14° 47′ 9″ O                | 1981      | 90                | Speicherbecken Quitzdorf | bis 1936 Ortsname Kaana, seit 1950 Ortsteil von Jänkendorf                                                                                                |       |
| Reichwalder Schäferei  | Mosty             | Weißwasser, südsüdöstlich 51° 23′ 50″ N, 14° 40′ 27″ O            | 1986      | 22                | Reichwalde               | zuletzt Ortsteil von Wunscha |       |
| Reppist                | Rěpišćo           | Senftenberg, nördlich 51° 33′ 0″ N, 14° 1′ 0″ O                   | 1986/1987 | 170               | Meuro                    | seit 1974 Stadtteil von Senftenberg |       |
| Römerkeller            | –                 | Ruhland, nordnordwestlich 51° 32′ 43″ N, 13° 48′ 54″ O            | 1980      | 29                | Klettwitz                | Ortsteil von Kostebrau |       |
| Roitz                  | Rajc              | Spremberg, westlich 51° 34′ 3″ N, 14° 18′ 58″ O                   | 1977/1978 | 109               | Welzow-Süd               | |       |
| Rosendorf              | Zasrjew           | Welzow, westsüdwestlich 51° 32′ 29″ N, 14° 7′ 29″ O               | 1972      | 340 4)            | Sedlitz                  | seit 1950 Ortsteil von Sorno |       |
| Sauo                   | Sowjo             | Senftenberg, nordwestlich 51° 33′ 0″ N, 13° 57′ 46″ O             | 1971      | 760               | Meuro                    | |       |
| Scado                  | Škodow            | Senftenberg, ostsüdöstlich 51° 30′ 12″ N, 14° 7′ 23″ O            | 1964      | 220               | Koschen                  | |       |
| Schadendorf            | Pakosnica         | Weißwasser, südlich 51° 23′ 56″ N, 14° 38′ 24″ O                  | 1984/1985 | 31                | Reichwalde               | seit 1924 Ortsteil von Wunscha |       |
| Scheibe                | Šiboj             | Hoyerswerda, östlich 51° 26′ 30″ N, 14° 21′ 15″ O                 | 1986/1987 | 23                | Scheibe                  | seit 1938 Ortsteil von Riegel, seit 1979 von Weißkollm |       |
| Schönfeld              | Tłukom            | Lübbenau, südsüdwestlich Karte                                    | 1975      | 119               | Seese-Ost                | seit 1974 Ortsteil von Kittlitz, der Nachbarort Hänchen wurde nach dem Ortsabbruch in Schönfeld umbenannt                                                 |       |
| Schöpsdorf             | Šepšecy           | Weißwasser, südsüdwestlich 51° 23′ 20″ N, 14° 31′ 0″ O            | 1981      | 55                | Bärwalde                 | seit 1975 Ortsteil von Merzdorf |       |
| Seese                  | Bzež              | Lübbenau, südsüdwestlich 51° 47′ 49″ N, 13° 56′ 38″ O             | 1969      | 390               | Seese-West               | |       |
| Sorno                  | Žarnow            | Welzow, westsüdwestlich 51° 32′ 49″ N, 14° 6′ 0″ O                | 1971      | 340 4)            | Sedlitz                  | bis 1937 Wendisch Sorno |       |
| Stiebsdorf             | Sćiwojce          | Luckau, südsüdöstlich 51° 46′ 27″ N, 13° 47′ 23″ O                | 1983      | 51                | Schlabendorf-Süd         | seit 1964 Ortsteil von Drehna |       |
| Stoßdorf               | Štotupk, Dłužanki | Luckau, ostsüdöstlich 51° 49′ 56″ N, 13° 49′ 28″ O                | 1963/1964 | 86                | Schlabendorf-Nord        | seit 1956 Ortsteil von Egsdorf |       |
| Stradow                | Tšadow            | Spremberg, nordwestlich 51° 36′ 6″ N, 14° 18′ 10″ O               | 1983/1984 | 312               | Welzow-Süd               | |       |
| Straußdorf             | Tšuckojce         | Drebkau, südöstlich 51° 37′ 24″ N, 14° 17′ 49″ O                  | 1988      | 90                | Welzow-Süd               | seit 1968 Ortsteil von Radeweise |       |
| Tornow                 | Tornow            | Lübbenau, südwestlich 51° 48′ 56″ N, 13° 52′ 9″ O                 | 1968      | 364               | Schlabendorf-Nord        | |       |
| Tranitz                | Tšawnica          | Cottbus, östlich 51° 46′ 16″ N, 14° 27′ 26″ O                     | 1983/1984 | 174               | Cottbus-Nord             | |       |
| Tzschelln              | Čelno             | Weißwasser, südwestlich 51° 27′ 10″ N, 14° 30′ 24″ O              | 1979      | 195               | Nochten                  | |       |
| Viereichen             | Štyri Duby        | Weißwasser, südlich 51° 23′ 55″ N, 14° 43′ 56″ O                  | 1989/1995 |                   | Reichwalde               | Gemeindeteil von Rietschen, devastiert wurde zudem die Häusergruppe Zweibrücken                                                                           |       |
| Vorberg                | Barak             | Lübbenau, südsüdwestlich 51° 48′ 58″ N, 13° 56′ 16″ O             | 1964      | 99                | Seese-Ost                | seit 1957 mit Kückebusch vereinigt zu Kückebusch-Vorberg                                                                                                  |       |
| Wanninchen             | Waninki           | Luckau, südsüdöstlich 51° 47′ 14″ N, 13° 46′ 21″ O                | 1986      | 25                | Schlabendorf-Süd         | seit Anfang der 1930er Jahre Ortsteil von Görlsdorf (heute Stadtteil von Luckau)                                                                          |       |
| Weißagk                | Wusoka            | Forst (Lausitz) 51° 46′ 10″ N, 14° 33′ 20″ O                      | 1985      | 321               | Jänschwalde              | |       |
| Wischgrund             | –                 | Ruhland, nordnordwestlich 51° 31′ 30″ N, 13° 47′ 48″ O            | 1983      | 185               | Klettwitz                | Ortsteil von Kostebrau |       |
| Wolkenberg             | Klěšnik           | Drebkau, südsüdöstlich 51° 36′ 24″ N, 14° 15′ 33″ O               | 1992/1993 | 172               | Welzow-Süd               | |       |
| Wunscha                | Wunšow            | Weißwasser, südsüdöstlich 51° 24′ 7″ N, 14° 40′ 0″ O              | 1985      | 105               | Reichwalde               | 1938 bis 1945 Ortsteil von Publick, seit 1945 umgekehrt                                                                                                   |       |
| Zweibrücken            | Zamosty           | Niesky, nordwestlich 51° 24′ 13″ N, 14° 42′ 40″ O                 | 1992–95   | 15                | Reichwalde               | |       |
| Summe                  | Summe             | Summe                                                             | Summe     | mind. 16.273      |                          | |       |

## Teildevastierte Orte

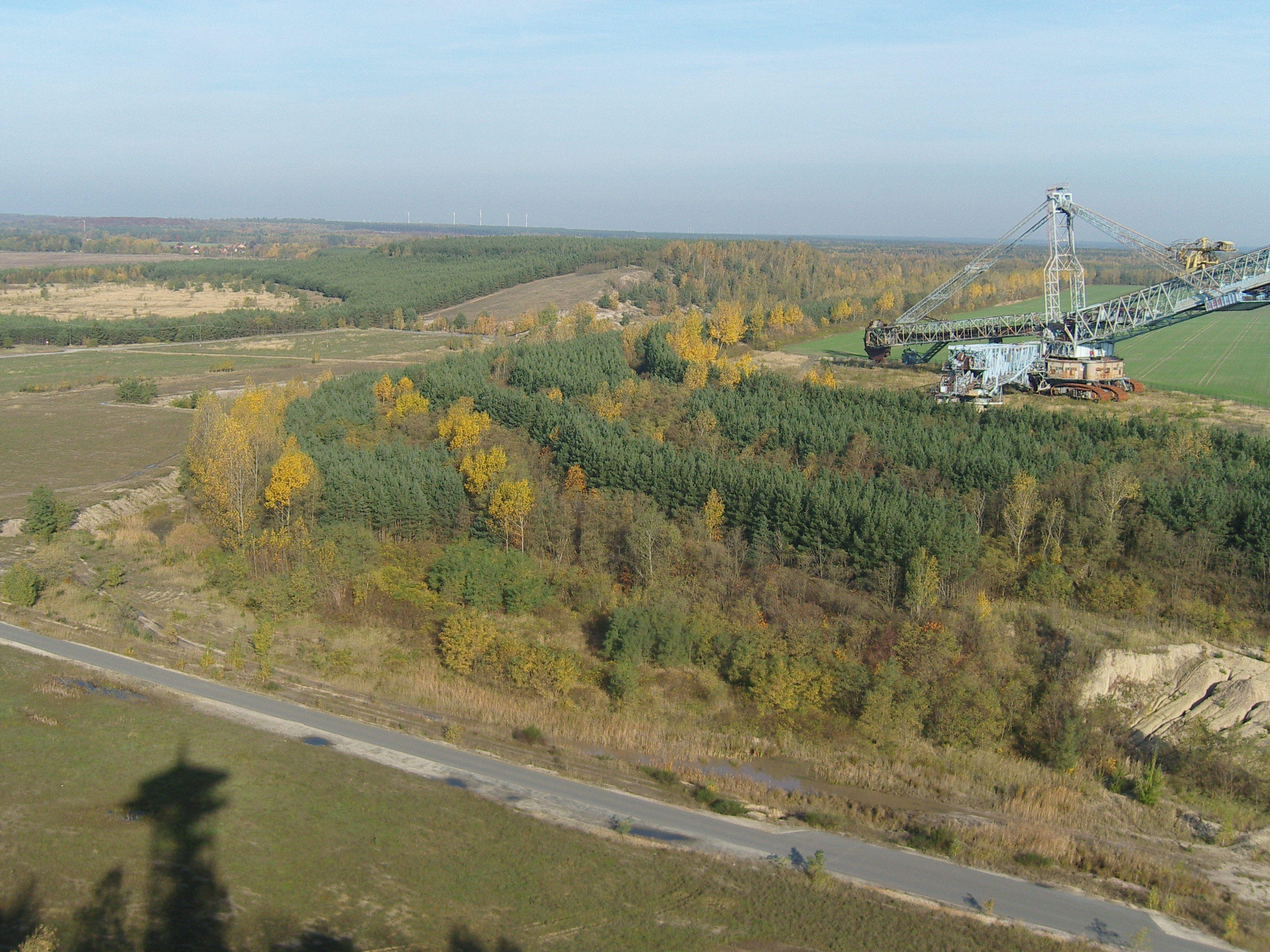
Blick auf den ehemaligen Tagebau Meuro vom Aussichtsturm Hörlitz

Durch die Tagebaue wurden weitere Orte teilweise abgebaggert; diese sind in der folgenden Tabelle aufgelistet. Der Aufbau der Tabelle orientiert sich an der Tabelle der devastierten Orte.
| Name                | sorbisch      | Lage                              | Jahr                    | Umsiedler         | Tagebau                                          | Bemerkung | Karte |
| ------------------- | ------------- | --------------------------------- | ----------------------- | ----------------- | ------------------------------------------------ | --- | ----- |
| Altdöbern           | Stara Darbnja | Großräschen, nordnordöstlich      | 1983/1984               | 10                | Greifenhain                                      | |       |
| Bahnsdorf           | Bobošojce     | Welzow, westlich                  | 1965                    | 20                | Greifenhain                                      | Abbruch des Bahnhofsviertels |       |
| Bischdorf           | Wótšowc       | Calau, nordnordöstlich            | 1984                    | 49                | Seese-Ost                                        | |       |
| Bluno               | Bluń          | Hoyerswerda, nördlich             | 1989                    | 3                 | Spreetal-Nordost                                 | |       |
| Burg                | Bórk          | Hoyerswerda, nordöstlich          | ≈1985                   |                   | Scheibe                                          | Ausbauten von Burg wurden devastiert |       |
| Deutsch Ossig       | Němski Wosyk  | Görlitz                           | 1990/1992               | 627               | Berzdorf                                         | |       |
| Dissenchen          | Dešank        | Cottbus                           | 1984/1985               | 2                 | Cottbus-Nord                                     | |       |
| Drehna              | Drjenow       | Calau, westlich                   | 1975                    | 2                 | Schlabendorf-Süd                                 | 1807–1945 und seit 1990 Fürstlich Drehna |       |
| Dreiweibern         | Tři Žony      | Hoyerswerda, ostsüdöstlich        | 1985                    | 10                | Lohsa Restfeld Dreiweibern                       | |       |
| Göritz              | Chórice       | Drebkau, westnordwestlich         | 1977                    | nicht registriert | Greifenhain                                      | |       |
| Göritz              | Chórice       | Vetschau, nordwestlich            | 1986                    | 10                | Seese-Ost                                        | |       |
| Gosda               | Gózd          | Forst (Lausitz), westlich         | 1980                    | 50                | Jänschwalde                                      | |       |
| Grießen             | Grěšna        | Forst (Lausitz), nordnordwestlich | 1989                    | 12                | Jänschwalde                                      | Teilabbruch durch Dichtwand zur Entwässerung des Tagebaus Jänschwalde |       |
| Grötsch             | Groźišćo      | Peitz, südöstlich                 | 1993                    | 45                | Jänschwalde                                      | |       |
| Groß Lübbenau       | Lubń          | Lübbenau, südsüdöstlich           | 1986                    | 154               | Seese-Ost                                        | |       |
| Heinersbrück        | Most          | Peitz, ostsüdöstlich              | 1989                    | 5                 | Jänschwalde                                      | |       |
| Hörlitz             | Wórlica       | Senftenberg, westlich             | 1940 und 1960           | 500 und 400       | Marga und Meuro                                  | zwei Teilortsabbrüche |       |
| Klettwitz           | Klěśišća      | Senftenberg, westnordwestlich     | 1963/1964               | 1200              | Klettwitz                                        | Teilabbruch der Bergbausiedlung Wilhelminensglück (heutige Krankenhaussiedlung) |       |
| Laasow              | Łaz           | Calau, ostsüdöstlich              | 1988                    | 17                | Gräbendorf                                       | |       |
| Lichterfeld         | Swětłe        | Finsterwalde, ostsüdöstlich       | 1988/1989               | 160               | Klettwitz-Nord                                   | |       |
| Lieske              | Lěska         | Welzow, südwestlich               | 1962/1967               | 35                | Sedlitz                                          | Ortsteil von Bahnsdorf |       |
| Lippen              | Lipiny        | Wittichenau, östlich              | 1961/1962               | 95                | Lohsa                                            | inzwischen ein Ortsteil von Lohsa |       |
| Lubochow            | Lubochow      | Welzow, nordwestlich              | 1989                    | 4                 | Greifenhain                                      | |       |
| Merzdorf            | Žylowk        | Cottbus                           | 1984/1985               | 16                | Cottbus-Nord                                     | Ortsteil von Dissenchen, Stadtteil von Cottbus |       |
| Meuro               | Murjow        | Senftenberg, westnordwestlich     | 1965                    | 20                | Meuro                                            | Abbruch der Kolonie Sonnenhäusel |       |
| Mühlrose            | Miłoraz       | Weißwasser, westsüdwestlich       | 1966/1972               | 195               | Nochten                                          | zwei Teilortsabbrüche |       |
| Neumalsitz          | Nowe Małsecy  | Bautzen                           | 1972/1973               | 55                | Talsperre Bautzen                                | Ausbau zu Malsitz, mit Malsitz Ortsteil von Burk, mit Burk Stadtteil von Bautzen |       |
| Nochten             | Wochozy       | Weißwasser, südsüdwestlich        | 1987                    | 130               | Nochten                                          | |       |
| Oehna               | Wownjow       | Bautzen                           | 1972/1973               | 35                | Talsperre Bautzen                                | Ortsteil von Burk, mit Burk Stadtteil von Bautzen |       |
| Olbersdorf          | –             | Zittau, südsüdwestlich            | 1989                    | 1288              | Olbersdorf                                       | |       |
| Pritzen             | Pricyn        | Drebkau, westsüdwestlich          | 1982/1983               | 188 4)            | Greifenhain                                      | |       |
| Pulsberg            | Lutoboŕ       | Spremberg                         | 1975/1976               | 110               | Welzow-Süd                                       | Stadtteil von Spremberg |       |
| Reddern             | Rědoŕ         | Drebkau, westnordwestlich         | 1980                    | 2                 | Greifenhain                                      | |       |
| Sabrodt             | Zabrod        | Spremberg, südwestlich            | 1952 und 1989           | 15 und 8          | Spreetal und Spreetal-Nordost                    | zwei Teilortsabbrüche |       |
| Schipkau            | Šejkow        | Ruhland, nordnordöstlich          | 1956/1964               | 2000              | Klettwitz                                        | Abbruch der Kolonie Vogelberg |       |
| Schlabendorf am See | Chošyšća      | Luckau, südöstlich                | 1988/1989               | 15                | Schlabendorf-Süd                                 | |       |
| Schlichow           | Šlichow       | Cottbus                           | 1975/1986               | 65                | Cottbus-Nord                                     | Ortsteil von Dissenchen, Stadtteil von Cottbus |       |
| Sedlitz             | Sedlišćo      | Senftenberg                       | 1962/1963 und 1986/1987 | 685               | Sedlitz und Meuro                                | zwei Teilortsabbrüche 1962/1963 die sogenannte Waldrandsiedlung und 1986/1987 die Siedlung Anna-Mathilde Umsiedlerzahl des ersten Abbruchs nicht dokumentiert Stadtteil von Senftenberg |       |
| Senftenberg         | Zły Komorow   | Senftenberg                       | 1958/1969 und 1983/1987 | 125 und 1700      | kleine Tagebaue um Senftenberg und Tagebau Meuro | durch den Tagebau Meuro wurden von 1983 bis 1987 die Ortsteile Rauno und Reppist abgebrochen, siehe Abschnitt devastierte Orte                                                          |       |
| Trebendorf          | Trjebin       | Weißwasser, westlich              | 2008–2020               |                   | Nochten                                          | Umsiedlung der Streusiedlung Hinterberg |       |
| Zinnitz             | Synjeńce      | Calau, nordnordwestlich           | 1967/1973 und 1988      | 12 und 14         | Schlabendorf-Nord und Schlabendorf-Süd           | zwei Teilortsabbrüche |       |